# Elecciones parlamentarias de Ucrania de 1990
Las elecciones parlamentarias de la República Socialista Soviética de Ucrania de 1990 fueron las primeras elecciones multipartidistas celebradas en Ucrania desde 1918, y el segundo proceso electoral democrático en la historia del país, aunque las anteriores elecciones constituyentes de 1918 nunca se terminaron de realizar. A pesar de que la elección contó con la participación de varios partidos políticos, solo fue relativamente libre, debido a que el Partido Comunista de Ucrania tenía bajo su control los medios de comunicación y los recursos financieros del estado, por lo que la campaña estuvo lejos de ser clara y transparente. Fueron elegidos 450 diputados de la Rada Suprema de Ucrania, aunque solo 442 asumieron sus cargos debido a la baja participación.
El parlamento electo declaró la Soberanía Estatal de Ucrania el 16 de julio de ese mismo año. Al año siguiente, el 24 de agosto de 1991, Ucrania se declaró formalmente independiente de la Unión Soviética.

## Antecedentes
Bajo la política de la Perestroika de Mijaíl Gorbachov, la Ley de Elecciones adoptada el 27 de octubre de 1989 incluía disposiciones para que se realizaran elecciones directas (en contraposición a la anteriormente utilizada representación de organizaciones civiles), la necesidad de candidatos alternativos no comunistas, y otras disposiciones democráticas. Sin embargo, el Partido Comunista de Ucrania, que tenía bajo su control los recursos estatales, pudo manipular a su favor la campaña electoral, poniendo en duda la transparencia de las elecciones.
Durante la campaña, se formó una coalición conocida como Bloque Democrático que incluía al Movimiento Popular de Ucrania (Rukh), el Comité de Vigilancia de Helsinki en Ucrania, el Partido Verde Ucraniano, entre otras muchas organizaciones.

## Proceso electoral
Las elecciones se llevaron a cabo de acuerdo con el sistema electoral mayoritario en las 450 regiones electorales. La primera vuelta de las elecciones tuvo lugar el 4 de marzo de 1990. En las regiones electorales donde ninguno de los candidatos obtuvo al menos el 50% de los votos, una segunda vuelta de las elecciones se llevó a cabo entre el 10 y  el 18 de marzo. En las dos rondas se eligió a un total de 442 diputados para la Rada Suprema, al no poder alcanzarse los 450 diputados electos debido al bajo número de votantes.
Los comunistas obtuvieron unos 331 escaños de la Rada. El Bloque Democrático obtuvo 111 escaños de un total de 442. En el Parlamento, los diputados democráticos formaron el grupo "Narodna Rada" (Consejo del Pueblo), que contaba con 125 miembros, dejando a los Comunistas con 317 escaños. Narodna Rada se convirtió en el bloque de oposición a la mayoría parlamentaria y Ihor Yukhnovskyi fue elegido como el líder de la oposición.

## Facciones

La Rada Suprema tras la dimisión de 92 comunistas en julio de 1990.
KPU: 239 escaños
NRU: 125 escaños
PDVU: 41 escaños
YPN: 19 escaños
DPU: 12 escaños
Independientes: 6 escaños
Lugares vacíos: 8

- Partido Comunista - 239 escaños (KPU)
- Movimiento Popular de Ucrania - 125 escaños (NRU)
- Partido de Renovación Democrática de Ucrania - 41 escaños (PDVU)
- Partido Democrático de Ucrania - 19 (YPN)
- Partido Republicano de Ucrania - 12 (DPU)
- Independientes - 6 escaños
- Escaños desocupados por baja participación - 8 escaños

## Consecuencias
La primera reunión del parlamento tuvo lugar el 15 de mayo de 1990. El comunista Volodymyr Ivashko fue elegido Presidente de la Rada Suprema, pero dimitió el 19 de julio de 1991 para convertirse en Vicesecretario General del Partido Comunista de la Unión Soviética. Los diputados comunistas no tardaron en perder su popularidad. Tan solo unos meses después de las elecciones, en julio de 1990, noventa y dos diputados elegidos por el Partido Comunista se declararon independientes, dejando a los comunistas con 239 diputados. Pese a esto, los comunistas aún conservaban la mayoría absoluta (que era por encima de los 226), suficientes para formar un nuevo gobierno. Estos diputados formaron un nuevo gobierno, conocido como "Por una Ucrania Soberana Soviética", siendo informalmente conocidos como "Grupo de los 239".
El 16 de julio, la Rada Suprema proclamó la Declaración de Soberanía Estatal de Ucrania, siendo la misma apoyada por 355 diputados. Luego de eso, el grupo "Por una Ucrania Soberana Soviética", bajo el liderazgo de Oleksander Moroz, escogió al comunista Leonid Kravchuk como Presidente de la Rada Suprema y jefe de Estado interino.
El 24 de octubre de ese mismo año, el parlamento modificó la constitución de la RSS de Ucrania de 1978, fundamentalmente el artículo 6, que describía al Comité Central del Partido Comunista como órgano supremo del estado, lo cual en la práctica ya no era posible en un sistema multipartidista.
Tras el intento de golpe de Estado en la Unión Soviética, el 24 de agosto de 1991, la Rada Suprema declaró la independencia total de Ucrania y exigió un referéndum al respecto para diciembre de ese mismo año. En los día siguientes, el Partido Comunista fue prohibido y sus activos fueron enviados al estado (esta nacionalización fue más bien un acto simbólico, ya que la élite comunista seguía gobernando de facto el país bajo supuestas candidaturas independientes). Tras su elección formal, Kravchuk se convirtió en el primer Presidente de Ucrania y abandonó su función parlamentaria el 5 de diciembre de 1991. El cargo de Presidente del Parlamento fue otorgado a Ivan Plyushch, mientras que Vitold Fokin se convirtió en Primer ministro. El 18 de junio de 1992 varios otros parlamentarios abandonaron el grupo "Por una Ucrania Soberana Soviética"; entre ellos estaban Levko Lukyanenko, Pavlo Lazarenko, Anatoliy Kinakh, y muchos otros. La mayoría de los miembros de dicho grupo fundaron otros partidos de izquierda o se convirtieron en candidatos independientes.